# Івановка (Совєтський район)
Іва́новка (рос. Ивановка, марій. Ивановка) — присілок у складі Совєтського району Марій Ел, Росія. Входить до складу Алексієвського сільського поселення.

## Населення
Населення — 17 осіб (2010; 11 у 2002).
Національний склад (станом на 2002 рік):
- марі — 100 %